# Ängeby
Ängeby is een plaats in de gemeente Uppsala in het landschap Uppland en de provincie Uppsala län in Zweden. De plaats heeft 98 inwoners (2005) en een oppervlakte van 20 hectare.